# طيون صفصافي الأوراق
الطيون صفصافي الأوراق نوع نباتي ينتمي إلى جنس الطيون من الفصيلة النجمية.

## الموئل والانتشار
موطن هذا النوع بلاد الشام وتركيا والقوقاز وكل أوروبا باستثناء بريطانيا وأيسلندا.
نبات عشبي معمر.